# Navarro–Frenk–White-Profil
Das Navarro–Frenk–White-Profil (kurz NFW-Profil) ist eine räumliche Massenverteilung von Dunkler Materie, angepasst an Dunkle-Materie-Halos, die in N-Körper -Simulationen von Julio Navarro, Carlos Frenk und Simon White identifiziert wurden. Das NFW-Profil ist eines der am häufigsten verwendeten Modellprofile für Dunkle-Materie-Halos. Der erhebliche Einfluss der Arbeit von NFW auf das theoretische Verständnis der kosmischen Strukturbildung lässt sich auf drei wichtige Erkenntnisse zurückführen.
1. In kosmologischen Modellen, in denen die Struktur der Dunklen Materie hierarchisch aus schwachen Anfangsfluktuationen wächst, sind die Halos aus Dunkler Materie nahezu selbstähnlich; Halobereiche, die sich in der Nähe des dynamischen Gleichgewichts befinden, werden für alle Massen und Zeiten durch eine einfache analytische Formel mit nur zwei freien Parametern dargestellt: einer charakteristischen Dichte und einer charakteristischen Größe.
2. Diese beiden Parameter sind mit relativ geringer Streuung verknüpft; größere Halos sind weniger dicht. Die Größen-Dichte-Beziehung hängt von kosmologischen Parametern ab und kann so durch Beobachtungen eingeschränkt werden.
3. Die charakteristische Dichte eines Halos hängt mit der mittleren Dichte des Universums während dessen maximalen Wachstums zusammen. Die Größen-Dichte-Beziehung spiegelt also die Tatsache wider, dass sich größere Halos typischerweise zu einem späteren Zeitpunkt bildeten.